# California Surf
California Surf ist ein ehemaliger US-amerikanischer Profifußballverein, der in den Jahren 1978 bis 1981 zur North American Soccer League zählte. 
Der kalifornische Verein hatte seinen Sitz in Anaheim und gehörte Lynn Saunders, gleichzeitig Manager des Clubs. Seine Heimspiele trug California Surf im Anaheim Stadium aus. Die Mannschaft konnte sich bis auf 1981 zwar immer für die Play-offs zur US-amerikanischen Meisterschaft qualifizieren, jedoch scheiterte das Team immer in der 1. Runde. Die Zuschauerzahlen variierten zwischen 7500 und 11000 und waren damit nicht besonders hoch, sodass man sich 1981 zum Rückzug aus der NASL entschied.

## Bekannte Spieler
- George Graham
- Charlie Cooke
- Carlos Alberto Torres
- Paul Cahil
- Kai Steffen
- Jimmy Hinch